# Теренс Стедман
Теренс Стедман (енгл. Terrence Steadman) је измишљени лик из америчке ТВ серије Бекство из затвора. Његов лик тумачи у првој сезони Џон Билингли и у другој сезони Џеф Пери. Теренс се у серији први пут појављује у шеснаестој епизоди.
Теренс је брат Керолајна Рејнолдса, која је потпредседница и после председник САД. Био је власник Екофилда, која је морала после идеје „Компаније” да затвори своја врата. Компанија је смислила заверу и искористила моћ Керолин Рејнолдса као потпредседница да осуди његовог сина, Линколна Бероуза за убиство Теренса Стедмана и тако смести невином Линколну. Док Линколн заседава своју казну у Фокс риверу, Теренс се крије у Монтани у једној кући, који је Екофилд власник био. Да би га нико не нашао, штите га чланови Компаније. Интересантоно је, да су му пре завере слонили зубе и ставили другом телом који је сахранен. Тако су Компанија и Керолајн Рејнолдс хтели да се на једној могућној обдукцији, доказати да је Теренс стварно био убијен.